# Duguetia stenantha
Duguetia stenantha är en kirimojaväxtart som beskrevs av Robert Elias Fries. Duguetia stenantha ingår i släktet Duguetia och familjen kirimojaväxter. Inga underarter finns listade i Catalogue of Life.